# Martina Hrašnová
Martina Hrašnová-Danišová (Bratislava, 21 marzo 1983) è una martellista slovacca.

## Biografia
Il 15 maggio 2003 viene trovata positiva ad un test antidoping al nandrolone e squalificata 2 anni dalle competizioni: dal 3 agosto 2003 al 2 agosto 2005.

## Palmarès
| Anno | Manifestazione           | Sede              | Evento              | Risultato      | Misura  | Note |
| ---- | ------------------------ | ----------------- | ------------------- | -------------- | ------- | ---- |
| 1999 | Europei juniores         | Riga              | Lancio del martello | 4ª             | 58,61 m |      |
| 2000 | Mondiali juniores        | Santiago del Cile | Lancio del martello | 5ª             | 57,75 m |      |
| 2001 | Europei juniores         | Grosseto          | Lancio del martello | Argento        | 61,97 m |      |
| 2002 | Mondiali juniores        | Kingston          | Lancio del martello | Argento        | 63,91 m |      |
| 2007 | Universiadi              | Belgrado          | Lancio del martello | 5ª             | 64,95 m |      |
| 2007 | Mondiali                 | Osaka             | Lancio del martello | 12ª (q)        | 68,15 m |      |
| 2007 | Giochi mondiali militari | Hyderabad         | Lancio del martello | 4ª             | 66,78 m |      |
| 2008 | Giochi olimpici          | Pechino           | Lancio del martello | 6ª             | 71,00 m |      |
| 2009 | Universiadi              | Belgrado          | Lancio del martello | Argento        | 72,85 m |      |
| 2009 | Mondiali                 | Berlino           | Lancio del martello | Bronzo         | 74,79 m |      |
| 2011 | Giochi mondiali militari | Rio de Janeiro    | Lancio del martello | 4ª             | 66,10 m |      |
| 2012 | Europei                  | Helsinki          | Lancio del martello | Argento        | 73,34 m |      |
| 2012 | Giochi olimpici          | Londra            | Lancio del martello | 19ª            | 68,41 m |      |
| 2013 | Mondiali                 | Mosca             | Lancio del martello | 19ª (q)        | 68,00 m |      |
| 2014 | Europei                  | Zurigo            | Lancio del martello | Argento        | 74,66 m |      |
| 2015 | Europei indoor           | Praga             | Getto del peso      | Qualificazione | nm      |      |
| 2015 | Mondiali                 | Pechino           | Lancio del martello | 16ª (q)        | 68,80 m |      |
| 2016 | Europei                  | Amsterdam         | Lancio del martello | 7ª             | 70,62 m |      |
| 2016 | Giochi olimpici          | Rio de Janeiro    | Lancio del martello | 19ª (q)        | 67,63 m |      |
| 2018 | Europei                  | Berlino           | Lancio del martello | 18ª (q)        | 66,37 m |      |
| 2019 | Mondiali                 | Doha              | Lancio del martello | 9ª             | 71,28 m |      |
| 2021 | Giochi olimpici          | Tokyo             | Lancio del martello | 25ª (q)        | 66,63 m |      |
| 2023 | Mondiali                 | Budapest          | Lancio del martello | 34ª (q)        | 66,28 m |      |
| 2024 | Europei                  | Roma              | Lancio del martello | 29ª (q)        | 61,46 m |      |